# Sabah I bin Jaber
Sabah I bin Jaber (in arabo أبو عبدالله صباح الأول‎?; Kuwait, 1700 – 1762) è stato uno sceicco kuwaitiano dal 1752 al 1762.

## Regno
Il suo regno cominciò con la richiesta e l'ottenimento di parziale autonomia dall'Impero ottomano della Provincia del Kuwait.